# Katie Mackey

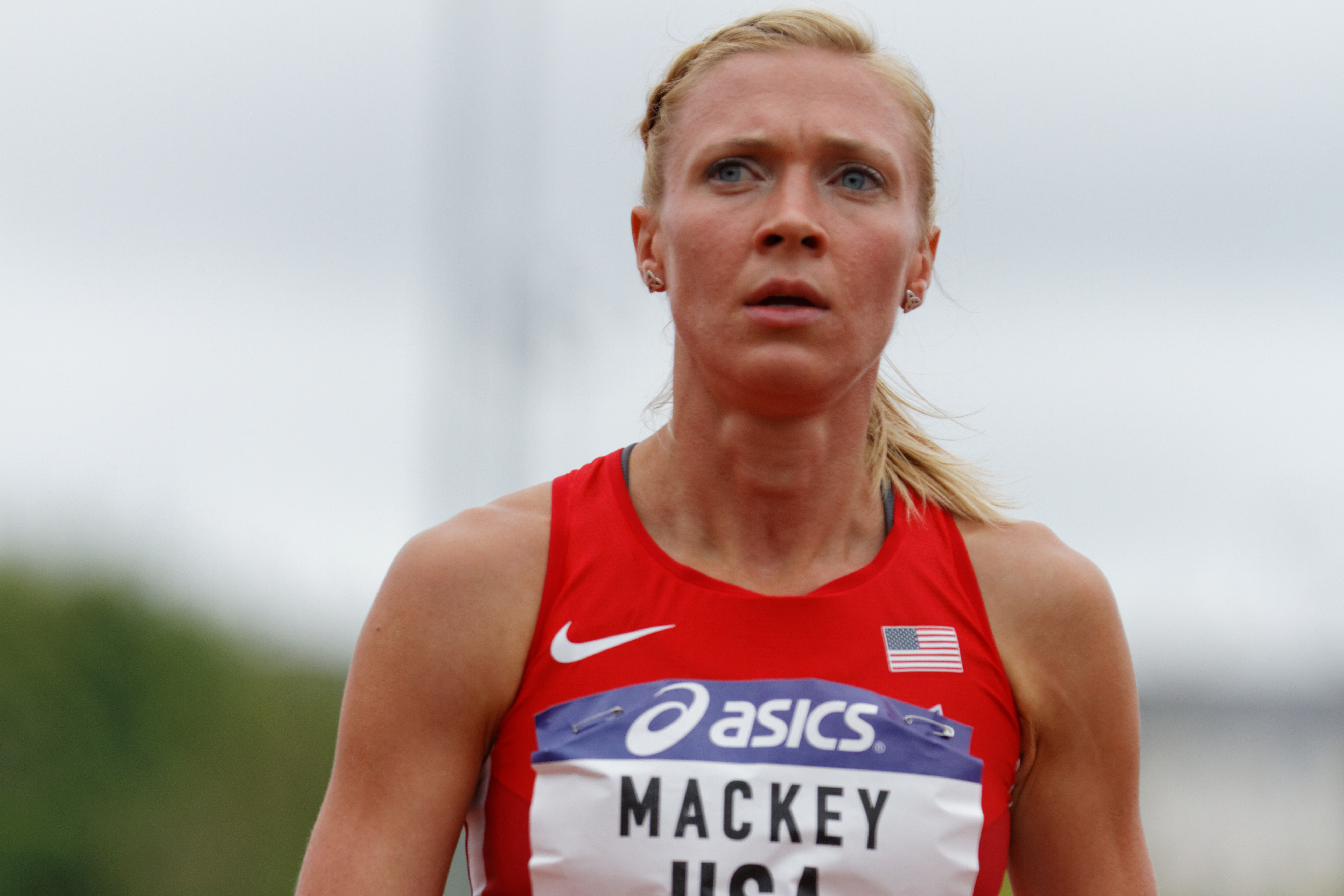
Katie Mackey, 2014

Katie Mackey (* 12. November 1987 in Fort Collins) ist eine US-amerikanische Mittel- und Langstreckenläuferin.
2014 wurde sie bei den IAAF World Relays in Nassau zusammen mit Heather Kampf, Kate Grace und Brenda Martinez Zweite in der 4-mal-1500-Meter-Staffel; das US-Quartett stellte dabei mit 16:55,33 min einen Nordamerika-, Zentralamerika- und Karibikrekord auf. Beim Leichtathletik-Continentalcup in Marrakesch wurde sie Achte über 5000 Meter.

## Persönliche Bestzeiten
- 800 m: 2:01,20 min, 14. Juni 2015, Portland
  - Halle: 2:04,52 min, 3. März 2013, Albuquerque
- 1500 m: 4:03,81 min, 30. Mai 2015, Eugene
  - Halle: 4:11,51 min, 11. Februar 2012, New York City
- 1 Meile: 4:27,78 min, 16. August 2014, Falmouth
  - Halle: 4:34,83 min, 28. Februar 2015, Boston
- 3000 m: 8:52,99 min, 30. Juli 2015, Stockholm
  - Halle: 9:15,73 min, 14. März 2009, College Station
- 5000 m: 15:04,74 min, 4. Mai 2014, Palo Alto